# Mauro Goicoechea
Mauro Daniel Goicoechea Furia (ur. 27 marca 1988 w Montevideo) – piłkarz urugwajski grający na pozycji bramkarza.

## Kariera piłkarska
Swoją karierę piłkarską Goicoechea rozpoczął w klubie Danubio FC ze stolicy Urugwaju Montevideo. W urugwajskiej Primera División zadebiutował w sezonie 2009/2010, w którym stał się podstawowym zawodnikiem Danubio. W Danubio występował do końca sezonu 2011/2012. W zespole Danubio rozegrał 75 ligowych spotkań.
W sierpniu 2012 roku Goicoechea został zawodnikiem AS Roma. Swój debiut w Serie A zanotował 31 października 2012 w przegranym 2:3 wyjazdowym meczu z Parmą. W 46. minucie tego meczu zmienił kontuzjowanego Maartena Stekelenburga.
W 2014 roku Goicoechea przeszedł do rumuńskiego klubu Oțelul Gałacz. W sezonie 2014/2015 grał w portugalskim FC Arouca, a w 2015 przeszedł do Toulouse FC.
| Sezon   | Klub          | Kraj       | Rozgrywki                 | Mecze | Bramki |
| ------- | ------------- | ---------- | ------------------------- | ----- | ------ |
| 2006/07 | Danubio FC    | Urugwaj    | Primera División Uruguaya | 0     | 0      |
| 2007/08 | Danubio FC    | Urugwaj    | Primera División Uruguaya | 0     | 0      |
| 2008/09 | Danubio FC    | Urugwaj    | Primera División Uruguaya | 0     | 0      |
| 2009/10 | Danubio FC    | Urugwaj    | Primera División Uruguaya | 15    | 0      |
| 2010/11 | Danubio FC    | Urugwaj    | Primera División Uruguaya | 30    | 0      |
| 2011/12 | Danubio FC    | Urugwaj    | Primera División Uruguaya | 30    | 0      |
| 2012/13 | AS Roma       | Włochy     | Serie A                   | 15    | 0      |
| 2013/14 | Danubio FC    | Urugwaj    | Primera División Uruguaya | 0     | 0      |
| 2013/14 | Oțelul Gałacz | Rumunia    | Liga I                    | 15    | 0      |
| 2014/15 | FC Arouca     | Portugalia | Primeira Liga             | 33    | 0      |
| 2015/16 | Toulouse FC   | Francja    | Ligue 1                   | 9     | 0      |
| 2014/15 | Toulouse FC   | Francja    | Ligue 1                   |       |        |

## Kariera reprezentacyjna
Goicoechea grał w młodzieżowych reprezentacjach Urugwaju. W 2005 roku wystąpił na Mistrzostwach Świata U-17, a w 2007 roku na Mistrzostwach Świata U-20.